# Seti (zona)
Seti (em nepali: नारायणी अञ्चल; transl. Seti Añcal) é uma zona do Nepal. Está inserida na região do Extremo-Oeste. Tem uma população de 1 330 855 habitantes e uma área de 12 550 km². A capital é a cidade de Dipayal.

## Distritos
A zona de Seti está dividida em cinco distritos:
- Achham
- Bajhang
- Bajura
- Doti
- Kailali

## Referâncias
- Zonas do Nepal em statoids.com.